# Il bagno turco (film)
Il bagno turco (Hamam) è un film del 1997 diretto da Ferzan Özpetek, alla sua opera prima.
È stato presentato nella Quinzaine des Réalisateurs del 50º Festival di Cannes.

## Trama
Francesco è un architetto che, alla morte della zia Anita - che non ricordava di avere - eredita un vecchio bagno turco (hammam) a Istanbul in Turchia: vi si reca intenzionato a vendere quanto prima l'immobile e tornare così subito al suo studio a Roma che condivide con la moglie Marta, il cui matrimonio è in crisi, e con Paolo, un altro socio.
A Istanbul viene accolto dalla famiglia di Osman, che, insieme alla defunta zia, gestiva l'hammam, chiuso ormai da molti anni. Tutti i familiari erano molto affezionati ad Anita e si dimostrano molto ospitali con Francesco, che ne rimane piacevolmente colpito. Affascinato dalla stessa Istanbul e innamoratosi del figlio di Osman, Mehmet, Francesco decide di non vendere più l'immobile, ma di trattenersi a Istanbul per ristrutturarlo.
Al protrarsi dell'assenza di Francesco da Roma, Marta lo raggiunge, decisa a separarsi definitivamente da lui, scoprendolo così profondamente cambiato: Marta, esasperata, confessa quindi di avere una relazione extraconiugale con Paolo da due anni. Decide così di ripartire per l'Italia, ma l'assassinio del marito da parte di alcuni sicari comandati dall'interessato acquirente dell'area immobiliare la induce a rimanere e a continuare l'opera di Francesco.